# Songfeng (sockenhuvudort i Kina, Jiangxi Sheng, lat 28,36, long 118,39)
Songfeng (kinesiska: 嵩峰) är en sockenhuvudort i Kina. Den ligger i provinsen Jiangxi, i den sydöstra delen av landet, omkring 250 kilometer öster om provinshuvudstaden Nanchang. Antalet invånare är 18 102. Befolkningen består av 8 665 kvinnor och 9 437 män. Barn under 15 år utgör 26,0 %, vuxna 15-64 år 64 %, och äldre över 65 år 9,0 %.
Runt Songfeng är det ganska tätbefolkat, med 149 invånare per kvadratkilometer. Närmaste större samhälle är Wucun, 19,2 km nordväst om Songfeng. I omgivningarna runt Songfeng växer i huvudsak blandskog.
Genomsnittlig årsnederbörd är 2 682 millimeter. Den regnigaste månaden är juni, med i genomsnitt 514 mm nederbörd, och den torraste är oktober, med 39 mm nederbörd.